# Hålkanttryck
Hålkanttryck är en klassisk mekanikberäkning för att få reda på vilket tryck som en axel i ett hål utsätts för och har betydelse för hållfasthetsberäkningar. 
Givet en axel av diametern d och längden l som ligger an mot omgivande hål samt kraften F, där alla enheter anges i Internationella måttenhetssystemet (SI), ges hålkanttrycket av: σ = F / (d * l)

Exempel: En axel med 5 mm diameter och med en längd på 2 mm som ligger an samt en kraft på 1200 N resulterar i:

σ = F / (d * l) = 1200 / (0,005 * 0,002) = 120000000 N/m² = 1,2 * 108 N/m² = 120 MPa.